# Roi Reinshreiber
Roi Reinshreiber (in ebraico רועי ריינשרייבר‎?; 28 giugno 1980) è un arbitro di calcio israeliano.

## Carriera
Divenuto internazionale nel 2014, arbitra il suo primo match in Europa il 17 luglio 2014, tra Bursaspor e Chik. Sachkhere valido per le qualificazioni di Europa League. Il 23 aprile 2021 viene designato dalla FIFA come assistente al VAR per il torneo di calcio ai giochi olimpici in Giappone.